# 阿诺·热尔
阿诺·热尔（法語：Arnaud Geyre，1935年4月21日—2018年2月20日），法国男子自行车运动员。他曾代表法国参加1956年夏季奥林匹克运动会自行车比赛，获得一枚金牌和一枚银牌。